# 朴奉珠
朴 奉珠（パク・ポンジュ、1939年4月10日 - ）は、朝鮮民主主義人民共和国（北朝鮮）の政治家。朝鮮労働党中央委員会政治局常務委員、同党中央委員会副委員長、同党中央軍事委員会委員、朝鮮民主主義人民共和国国務委員会副委員長。内閣総理（第2代・第5代）を歴任。

## 略歴
1962年に平安北道の食料工場支配人となり、その後、平安南道党委員会指導員や副部長などを経て、1980年10月の第6回党大会で党中央委員会候補委員に選出される。1983年7月、南興青年化学連合企業所党委責任書記となる。1993年5月に党中央委員会軽工業部副部長、翌年3月には党経済政策検閲部副部長に就任する。1998年9月5日の最高人民会議第10期第1回会議で化学工業相（大臣）に任命される。2003年9月3日、最高人民会議第11期第1回会議において内閣総理に選出され、党内の序列は第6位となった。
経済専門家として総理に抜擢された朴奉珠であったものの経済再建は進まず、また金正日が進める「先軍政治」において軍需経済に非協力的であったことや、2007年1月の閣議で企業の給与体系に資本主義的な社会主義市場経済のシステムを導入することを主張したことが批判され、結局2007年4月11日に総理を解任された。
総理更迭後は地方の化学繊維工場の支配人に左遷されたが、2010年8月、党軽工業部第一副部長のポストに就任し、復権したことが明らかになった。同年9月28日の第3回党代表者会議で党中央委員候補に再選された。2012年4月11日の第4回党代表者会議では党軽工業部長に任命される。2013年3月31日の党中央委員会総会で政治局員に昇格。4月1日の最高人民会議第12期第7回会議で内閣総理に選出され、6年ぶりの総理復帰となった。これには当時の実力者で盟友の張成沢とその妻金敬姫の引き立てがあったとされる。
2014年3月に行われた第13期最高人民会議代議員選挙で代議員に選出され、返り咲いた。
2016年5月に開催された第7回朝鮮労働党大会において、金正恩、金永南、黄炳瑞、崔竜海と共に党中央委員会政治局常務委員に選出され、党中央軍事委員会委員にも選出された。
これに続いて、2016年6月29日に開催された第13期最高人民会議第4回会議では国務委員会副委員長に選出された。
2018年6月19日、中華人民共和国を訪問した金正恩に同行した。
2019年4月10日の党中央委員会総会で党中央委員会副委員長（経済担当）に選出され、翌11日の第14期最高人民会議第1回会議において総理を退任した。
2021年1月の第8回党大会で高齢を理由に政治局常務委員・党副委員長（党規約改正で書記に相当）・中央委員を含む全ての党役職を退任し、同年9月29日の第14期最高人民会議第5次会議で国務委員会副委員長を退任して完全引退した。